# 矢田一嘯
矢田 一嘯（やだ いっしょう、安政5年12月19日（1859年1月22日） - 大正2年（1913年）4月22日）は明治時代に活躍した洋画家。元寇などを題材としたパノラマ画を多く残し、また福岡県の洋画普及に貢献した。

## 略伝
武蔵国久良岐郡（現在の神奈川県横浜市金沢区）に日高高兵衛の次男として生まれる。本名は乕（虎）吉。1872年（明治5年）15歳頃、菊池容斎に学ぶ。1877年（明治10年）矢田甚平に養子入りする。1880年（明治13年）菊池家を離れ、横浜市弁天通に引っ越す。ここで画塾を構えるとともに、横浜の貿易商・長谷川商会の依頼で輸出用刺繍の下絵描きを行った。この頃、客の外国人婦人が走り書きした迫真の肖像画に驚き、洋画への転向を決意したという。明治10年代後半、サンフランシスコに渡り、パノラマ館と活人画に接する。一嘯のサンフランシスコ時代はよくわからない点が多いが、元工部美術学校教師のカッペレッティに師事したとされ、サンフランシスコの日本雑貨店「Ichi Ban Studios」の専属作家「Forachechi YATA」と同一人物とも考えられる。
1887年（明治20年）2月10日に渡航旅券が返却されており、翌月には虎ノ門の工科大学校（現・東京大学工学部）で開催された日本初の活人画の背景画を制作していることから、おそらく前年には帰国していたと思われる。1890年（明治23年）第3回内国勧業博覧会会期中に日本初のパノラマ館「上野パノラマ館」が開館し、一嘯が制作した「欧州白川大戦争図」（戊辰戦争での白河小峰城での戦いに取材）が興行される。1893年（明治26年）九州に渡り、翌年熊本に出来た九州パノラマ館で「西南戦争」を制作。
同年末旧福岡藩士の、吉村彦臣に招かれ福岡に来る。1895年（明治28年）1月、福岡警察署長で元寇記念碑設立を目指す湯地丈雄に会い、その計画に賛同し元寇図を描いて協力した。一嘯の元寇図は最低でも7種類あったことが資料上確認されており、それぞれ趣向を変えて制作している。また、この頃の福岡には本格的に洋画を修めた人物は殆どおらず、美術に関わる人々に刺激を与えた。博多人形師の研究会・温故会に招かれ、長きにわたり解剖学に依拠した人物造形や着色法など多方面で助言や指導を与えた。博多人形の歴史上、一嘯はその近代化に貢献した人物として紹介されることが多く、美術史上等閑視されてきた一嘯の業績や履歴が現代に伝わるのも、人形師たちの功績が大きい。
1913年（大正2年）胃がんのため九州帝国大学附属病院で死去。戒名は光風院一嘯日優居士。墓所は博多区蓮池の妙典寺。弟子に、笠木次郎吉、新嶋嘯風（伊三郎）など。

## 作品
| 作品名                 | 技法         | 形状・員数                      | 所有者                       | 年代                  | 款記・印章                                  | 備考                                                     |
| ---------------------- | ------------ | ------------------------------- | ---------------------------- | --------------------- | ------------------------------------------- | -------------------------------------------------------- |
| ブロードヘッド三姉妹図 | 絹本著色     | 三曲一隻                        | ピーボディ・エセックス博物館 |                       |                                             | サンフランシスコ滞在期の作品か。                         |
| 西南戦争 段山激戦図    | 水彩・紙     |                                 | 熊本市立熊本博物館           | 1894年（明治27年）頃  |                                             |                                                          |
| 西南戦争油絵           | 油彩・画布   |                                 | 陸上自衛隊北熊本駐屯地       | 1894年（明治27年）    |                                             |                                                          |
| 元寇大油絵             | 油彩・画布   | 14幅（内3幅は関東大震災で焼失） | 靖国神社遊就館               | 1896年（明治29年）    |                                             |                                                          |
| 蒙古襲来絵図           | 油彩・亜麻布 | 額装14面                        | 本佛寺（うきは市）           | 1909年（明治42年）    | 無款                                        | 福岡県指定文化財                                         |
| 元寇戦闘絵図           | 絹本著色     | 8幅（本来16幅か）               | 元寇史料館                   |                       |                                             | 巻留に「十六の内」となり、本来16幅だったとも考えられる。 |
| 壹岐國元寇歴史画       | 水彩・紙     | 額装3面                         | 壱岐神社                     |                       |                                             | 平景隆と少弐資時を主題。                                 |
| 地獄図                 | 絹本著色     |                                 | 妙典寺 (福岡市)              |                       |                                             |                                                          |
| 真木和泉守肖像         | 油彩・画布   |                                 | 久留米市教育委員会           | 1912年（明治45年）7月 | 画面右下に「矢田一嘯謹寫（右書き）／45.7.」 | 本作と全く同一図像の作品が水天宮 (久留米市)にもある。    |
| 野村望東尼像           | 油彩・画布   |                                 | 福岡県立福岡中央高等学校     |                       |                                             |                                                          |